# Richard Roby
Richard Dominique Roby (San Bernardino, 28 settembre 1985) è un ex cestista statunitense, professionista nella NBDL, in Europa e in Sudamerica.